# Ladislaus von Gielniów

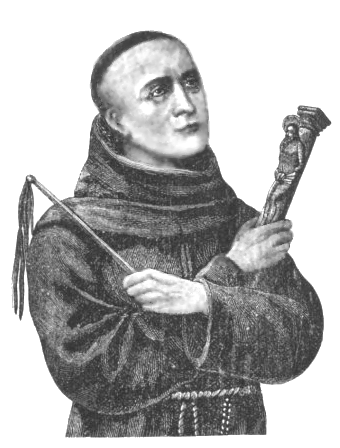
Ladislaus von Gielniów

Ladislaus von Gielniów (pol. Ładysław z Gielniowa, auch Władysław z Gielniowa, * 1440 in Gielniów, Polen; † 4. Mai 1505 in Warschau) war ein polnischer Bernhardinermönch und Dichter. Er ist Patron von Polen, Litauen und Warschau.

## Leben
Ladislaus von Gielniów trat 1462 in den Orden der Bernhardiner ein, die zur damaligen Zeit vor allem in Polen weit verbreitet waren. Im Jahre 1487 wurde er zum Provinzial ernannt. Er galt als begeisternder Prediger und engagierte sich für die Gründung neuer Klöster und die Missionierung Litauens. Von ihm sind zahlreiche Gedichte mit marianischen und christologischen Themen überliefert. Ladislaus von Gielniów starb am 4. Mai 1505 und wurde 1750 seliggesprochen. Er ging als einer der ersten Missionare und Prediger in die Kirchengeschichte Osteuropas ein.